# Crisoterapia

Aurotiomalato de sódio

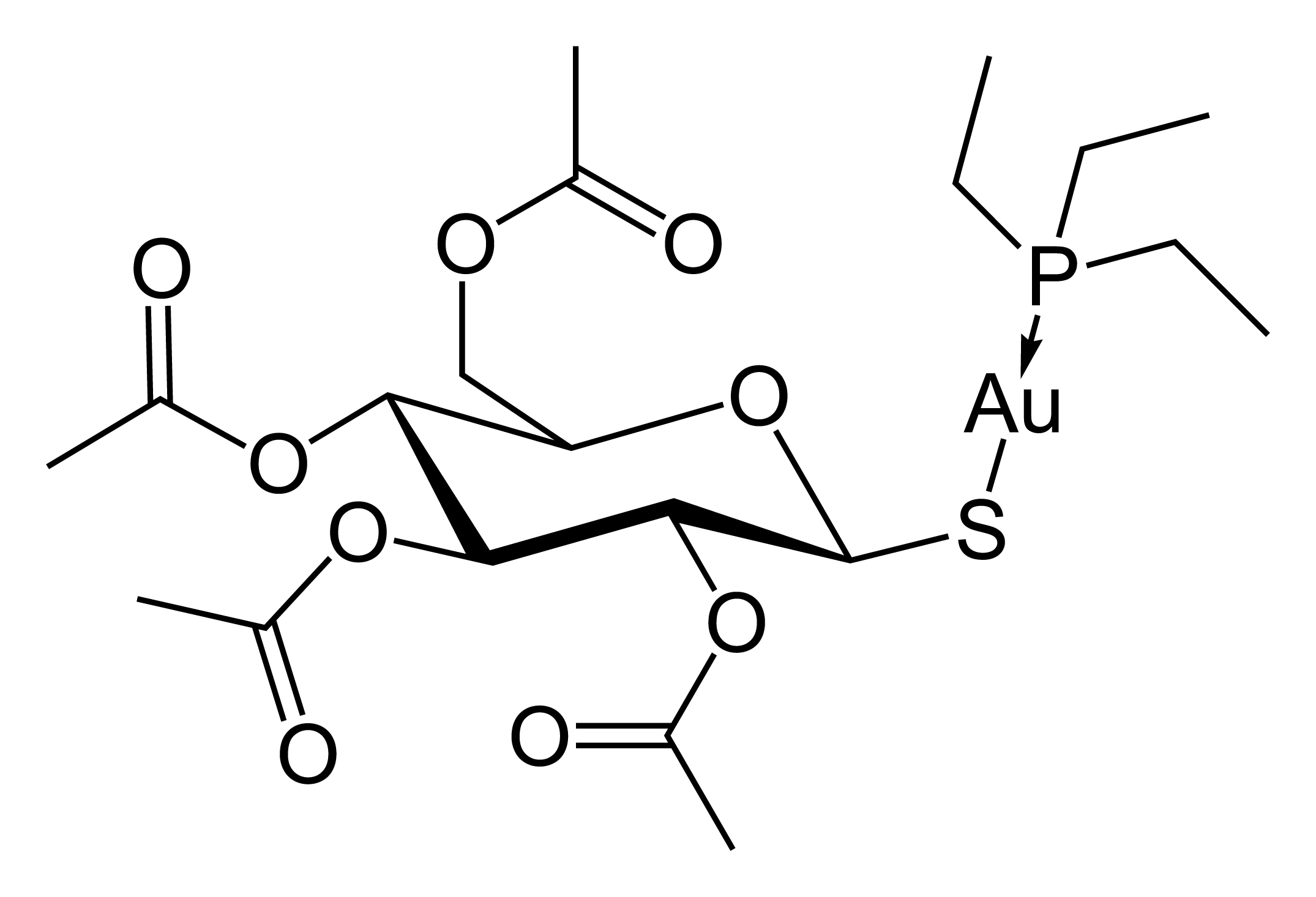
Auranofina

Crisoterapia ou auroterapia são termos utilizados para designar o tratamento com produtos farmacêuticos à base de ouro. Às vezes, essas espécies são chamadas de "sais de ouro". A pesquisa sobre os efeitos medicinais do ouro começou em 1935, principalmente para reduzir a inflamação e retardar a progressão da doença em pacientes com artrite reumatoide. O uso de compostos de ouro diminuiu desde a década de 1980 devido a numerosos efeitos colaterais e requisitos de monitoramento, eficácia limitada e início de ação muito lento. A maioria dos compostos químicos de ouro, incluindo algumas das drogas discutidas abaixo, não são sais, mas são exemplos de complexos de tiolato de metal de transição.

## Efeitos colaterais

### Crisíase
Um efeito colateral notável da terapia à base de ouro é a descoloração da pele, em tons de malva a cinza escuro arroxeado quando exposta à luz solar. A descoloração da pele ocorre quando os sais de ouro são ingeridos regularmente por um longo período de tempo. A ingestão excessiva de sais de ouro durante a crisoterapia resulta – através de processos redox complexos – na saturação por compostos de ouro relativamente estáveis de tecidos e órgãos da pele (bem como dentes e tecido ocular em casos extremos) em uma condição conhecida como crisíase. Essa condição é semelhante à argiria , causada pela exposição a sais de prata e prata coloidal. A crisíase pode levar à lesão renal aguda (como necrose tubular, nefrose, glomerulite), problemas cardíacos graves e complicações hematológicas (leucopenia, anemia). Embora alguns efeitos possam ser curados com sucesso moderado, a descoloração da pele é considerada permanente.

### Outros efeitos colaterais
Outros efeitos colaterais dos medicamentos contendo ouro incluem danos nos rins, erupção cutânea com coceira e ulcerações na boca, língua e faringe. Aproximadamente 35% dos pacientes descontinuam o uso de sais de ouro por causa desses efeitos colaterais. A função renal deve ser monitorada continuamente enquanto estiver tomando compostos de ouro.